# Komisija Republike Slovenije za medicinsko etiko
Komisija Republike Slovenije za medicinsko etiko (kratica: KME RS) je posvetovalno telo ministra za zdravje, ki obravnava vprašanja s področja medicinske etike in deontologije ter daje soglasja, mnenja in pojasnila o posameznih vprašanjih s tega področja. Pristojna je izključno za opredelitve o etičnih vprašanjih, ki so pomembna za poenotenje etičnih praks na nivoju države. Predsednika in člane komisije imenuje minister za zdravje med izkušenimi in uglednimi strokovnjaki s področja medicinskih, farmacevtskih, psiholoških, pravnih, socioloških in humanističnih strok ter s področja deontologije in predstavniki laične javnosti. Mandat komisije traja štiri leta in se po preteku lahko obnovi.

## Stališča
Komisija leta 2018 ni podala soglasja za uvedbo sob za varno injiciranje prepovedanih drog, saj da bi se s tem olajševalo uživanje drog, pridobljenih na črnem trgu (takšno stališče je komisija podala kljub temu, da je to s predhodno spremembo kazenskega zakonika postalo zakonito). Predsednik komisije je v izjavi obrazložil, da bi uvedba takšnih sob pomenila "pasivno podporo" praksi trgovanja s prepovedanimi drogami, hkrati pa izpostavil vprašljivo varnost drog s črnega trga, ter izpostavil vprašanje, ali naj osebje sob obvesti starše uporabnikov sob.
Komisija je leta 2023 podala odklonilno mnenje glede zakona o pomoči pri prostovoljnem končanju življenja. Komisija je v obrazložitvi navedla, da je pomoč pri končanju življenja v nasprotji z etičnimi načeli zdravniškega poklica (tudi če bi posamezni zdravniki prostovoljno privolili v izvajanje), ker neznosnega trpljenja kot ključnega pogoja za odobritev pomoči pri končanju življenja ni mogoče določiti objektivno, ker da lahko zdravstveni delavci zaradi sodelovanja v praksi naletijo na neodobravanje v lokalnem okolju in pa ker ni mogoče zagotoviti, da se bodo ljudje za končanje življenja "vselej odločali brez zunanjih uplivov in pritiskov".

## Sestava leta 2019
- Predsednik: Božidar Voljč, zdravnik (upokojen)
- Člani:

Jože Balažic, zdravnik, Inštitut za sodno medicino
Matej Cirman, zdravnik, Klinični oddelek za travmatologijo
Roman Globokar, teolog
Urh Grošelj, zdravnik, Pediatrična klinika
Franc Hočevar, direktor zdravstvenega zavoda, politik (upokojen)
Nada Irgolič, farmacevtka (upokojena)
Matjaž Jereb, zdravnik, Klinika za infekcijske bolezni in vročinska stanja
Damjan Korošec, pravnik, Pravna fakulteta
Janek Musek, psiholog (upokojen)
Podpredsednik: Borut Ošlaj, filozof
Dušica Pleterski-Rigler, zdravnica (upokojena)
Pavel Poredoš, zdravnik, Klinični oddelek za žilne bolezni
Janez Primožič, zdravnik, Klinični oddelek za otroško kirurgijo in intenzivno terapijo
Maja Rus Makovec, zdravnica, Univerzitetna psihiatrična klinika Ljubljana
Podpredsednica: Marjetka Zorman-Terčelj, zdravnica, Klinični oddelek za pulmologijo
Danica Železnik, profesorica zdravstvene vzgoje, Fakulteta za zdravstvene in socialne vede Slovenj Gradec